# Always – Der Feuerengel von Montana
Always – Der Feuerengel von Montana (Always) ist ein US-amerikanischer Fantasyfilm von Steven Spielberg aus dem Jahr 1989. Der Film ist eine Neuverfilmung des Films Kampf in den Wolken mit Spencer Tracy aus dem Jahr 1943. Der Film startete am 5. April 1990 in den deutschen Kinos.

## Handlung
Pete Sandich ist Pilot von Löschflugzeugen, die bei der Bekämpfung von Waldbränden eingesetzt werden. Ihn verbindet eine Beziehung mit Dorinda Durston, die seine Arbeit für zu gefährlich hält und ihn auffordert, einen anderen Job zu suchen. Sandich findet eine andere Arbeit, fliegt aber noch einen letzten Löscheinsatz. Dabei gerät sein Flugzeug – eine Douglas A-26 Invader aus dem Zweiten Weltkrieg – in Brand und Pete stirbt.
Fortan beschützt der Geist von Pete den jungen Piloten Ted Baker. Baker verliebt sich in Dorinda Durston.
Als Ted freiwillig einen gefährlichen Einsatz fliegen will, kapert Dorinda sein Flugzeug und erfüllt die Mission selbst, muss am Ende aber eine Notwasserung absolvieren. Doch der Geist von Pete hilft ihr, die lebensgefährliche Situation zu überstehen. Er sagt ihr alles, was Pete ihr sagen wollte, als er noch am Leben war, und verabschiedet sich, als Dorinda gerettet und wieder bei Ted Baker ist.

## Kritiken
- Rita Kempley nannte in der Washington Post vom 22. Dezember 1989 den Film eine müde Neuauflage einer Spencer-Tracy-Kriegsfantasie (sleepy update of a Spencer Tracy wartime fantasy). Der Drehbuchautor habe nichts zu sagen. Der Film sei ein unerfülltes Versprechen.[2]

„Wiederverfilmung von 'A Guy Named Joe' (1943); in der Verlagerung der melodramatischen Story in die heutige Zeit wenig überzeugend und in der Machart uneinheitlich. Perfekte Action-Szenen und ein paar schöne Beispiele altmodischen Illusionskinos sorgen immerhin für ein gewisses Vergnügen.“

## Auszeichnungen
Jerry Belson war 1991 für den Saturn Award nominiert, ebenso der Film in der Kategorie Bester Fantasyfilm.
Die Deutsche Film- und Medienbewertung (FBW) in Wiesbaden verlieh dem Film das Prädikat besonders wertvoll.

## Hintergrund
Der Film wurde in den US-Bundesstaaten Montana, Washington und Utah gedreht, er spielte in den US-Kinos 43,9 Millionen US-Dollar ein. Die Produktionskosten wurden auf 29,5 Millionen US-Dollar geschätzt.
Der Engel Hap war die letzte Filmrolle von Audrey Hepburn.